# Svein Bakke
Svein Bakke (23 giugno 1953 – 16 dicembre 2015) è stato un calciatore e dirigente sportivo norvegese, di ruolo attaccante.

## Biografia
Era il padre di Eirik Bakke, anch'egli calciatore.

## Carriera

### Giocatore

#### Club
Bakke giocò per il Sogndal dal 1971 al 1973 e dal 1975 al 1990, mettendo a segno 321 reti in 514 partite (tra tutte le competizioni). Ebbe un ruolo importante nell'arrivare fino alla finale di Coppa di Norvegia 1976, persa per due a uno contro il Brann. Nel 1974 fu in forza all'Eidsvold Turn.

### Dopo il ritiro
Dopo il suo addio al calcio giocato, ebbe ruoli dirigenziali sia al Wimbledon, che al Sogndal. In seguito, si occupò del settore privato.